# إدوارد رود
إدوارد رود هو كاتب وصحفي سويسري، ولد في 31 مارس 1857 في نيون في سويسرا، وتوفي في 29 يناير 1910 في غراس في فرنسا.

## وصلات خارجية
- إدوارد رود على موقع الموسوعة البريطانية (الإنجليزية)